# آيت زبير آيت إيكو (آيت إيكو)
آيت زبير آيت إيكو هي إحدى مشيخات المملكة المغربية، تتبع جغرافيا لإقليم الخميسات وإداريًا لآيت إيكو. يقدر عدد سكانها بـ 2052 نسمة حسب الإحصاء الرسمي للسكان والسكنى لسنة 2004.